# Margaret Mwanakatwe
Margaret Mwanakatwe est une personnalité politique zambienne, ministre des finances de son pays de 2018 à 2019.

## Carrière professionnelle
Après ses études, elle rejoint la Barclays Bank of Zambia (en) dont elle deviendra directrice générale. Elle est la première femme à atteindre ce niveau de responsabilité dans une succursale de Barclays en Afrique. En 2004 elle prend la tête de la branche ghanéenne de la banque.
Elle prend ensuite la direction de l'United Bank for Africa Uganda Limited (en).

## Politique
En 2015, elle rejoint le gouvernement d'Edgar Lungu en tant que ministre du commerce et de l'industrie. Lors d'un remaniement ministériel opéré en 2018, elle prend le poste de ministre des Finances avant de quitter le gouvernement en juillet 2019 à l'occasion d'un nouveau remaniement.